# جائزة ألمانيا الكبرى للدراجات النارية 2004
جائزة ألمانيا الكبرى للدراجات النارية 2004 هو سباق دراجات نارية أقيم بتاريخ 18 يوليو 2004. كان الجولة الثامنة من أصل 16 في سباق الجائزة الكبرى للدراجات النارية موسم 2004. فاز الإيطالي ماكس بياجي بفئة الموتو جي بي بينما جاء البرازيلي أليكس باروس في المركز الثاني وحصل على المركز الثالث الأمريكي نيكي هايدن.

## وصلات خارجية
- الموقع الرسمي